# 829 Academia
Academia (asteróide 829) é um asteróide da cintura principal com um diâmetro de 43,76 quilómetros, a 2,3275498 UA. Possui uma excentricidade de 0,0984309 e um período orbital de 1 515,08 dias (4,15 anos).
Academia tem uma velocidade orbital média de 18,53714193 km/s e uma inclinação de 8,28509º.
Esse asteróide foi descoberto em 25 de Agosto de 1916 por Grigory Neujmin.